# Keverorchis
Keverorchis (Listera) is een niet meer onderscheiden geslacht van orchideeën. In Heukels' Flora van Nederland was het geslacht tot en met de 22e druk (1996) opgenomen met twee soorten in Nederland, die ook in België voorkomen: de grote keverorchis en de kleine keverorchis. Deze soorten worden op grond van fylogenetisch onderzoek nu in het geslacht Neottia geplaatst. De 23e druk (2005) van Heukels' Flora reflecteert deze zienswijze.

## Etymologie
Het geslacht is genoemd naar de Engelse natuurvorser Martin Lister (1638-1712).
Subtribus Limodorinae 

Geslachten: Aphyllorchis · Bosvogeltje (Cephalanthera) · Wespenorchis (Epipactis) · Limodorum

Subtribus Listerinae 

Geslachten: Neottia · (Keverorchis (Listera))

Subtribus: Onbepaald 

Geslacht: Palmorchis